# Viên kim cương Enigma
Viên kim cương Enigma (tiếng Anh: Enigma diamond) là một viên kim cương đen có độ lớn lên đến 555,55 carat. Viên kim cương đen này có thể đến từ vũ trụ, do tác động của thiên thạch hoặc một thiên thạch mang đầy kim cương va chạm với Trái Đất. Theo nhà đấu giá Sotheby's, một viên kim cương đen có kích thước lớn như thế là cực kỳ hiếm, và dự kiến sẽ được bán với giá 6,8 triệu USD.
Sau khi được trưng bày ở Dubai, viên kim cương Enigma sẽ chuyển đến Los Angeles và London, trước khi đem ra đấu giá trực tuyến vào ngày 03/02/2022 tới. Chuyên gia trang sức Stevens cho hay, viên kim cương đen rất có thể sẽ được đấu giá bằng bitcoin.